# دهنو اسلام‌آباد
دهنو اسلام‌آباد، یکی از شهرهای بخش نگین کویر شهرستان فهرج در استان کرمان ایران است. این شهر، مرکز بخش نگین کویر است.

## جمعیت
بر پایه سرشماری عمومی نفوس و مسکن در سال ۱۳۹۵، جمعیت شهر دهنو اسلام‌آباد برابر با ۳٬۳۶۷ نفر (۸۸۸ خانوار) بوده‌است.